# Jenette Goldstein
Jenette Elise Goldstein je americká herečka židovského původu. Hrála např. ve druhém díle Vetřelce, kde ztvárnila Vasquezovou.

## Herecké role
- 1998 – Strach a hnus v Las Vegas – pokojská
- 1995 – Jako štvaná zvěř – Rosa
- 1994 – Star Trek: Generace – vědecký důstojník na Enterprise-B
- 1993 – Donato a dcera – Det. Judy McCartneyová
- 1991 – Terminátor 2: Den zúčtování – Janelle Voightová
- 1989 – Smrtonosná zbraň 2 – Meagan Shapirová
- 1987 – Na prahu temnot – Diamondback
- 1986 – Vetřelci – Vasquezová